# Télécommunications au Burkina Faso
 (novembre 2022).
Les télécommunications au Burkina Faso comprennent la radio, la télévision, les téléphones fixes, les téléphones mobiles et la connexion Internet.
Le marché de la téléphonie au Burkina Faso est encore relativement peu développé. Bien que la pénétration du mobile soit légèrement supérieure à 100 %, elle reste inférieure à la moyenne africaine. La téléphonie fixe et les connexions Internet sont très faibles, en grande partie à cause d'une mauvaise infrastructure de réseau. Le gouvernement a mis en place un certain nombre de politiques visant à améliorer les niveaux d'investissement et d'utilisation des réseaux, mais l'impact de la pandémie de Covid 19 a entravé ces efforts. 
La radio est le moyen de communication le plus populaire du pays. L'utilisation des télécommunications au Burkina Faso est faible et limitée en raison de la faible pénétration de l'électricité, même dans les grandes villes. Il n'y avait que 141 400 téléphones fixes en service en 2012, dans un pays de 17,4 millions d'habitants. L'utilisation des téléphones portables a grimpé en flèche, passant de 1,0 million de lignes en 2006 à 10 millions en 2012. L'utilisation d'Internet est également faible, avec seulement 3,7 utilisateurs pour 100 habitants en 2012, soit un peu plus de 643 000 utilisateurs au total. Le taux de pénétration d'Internet dans l'ensemble de l'Afrique était de 16 utilisateurs pour 100 habitants en 2013.

## Régulation et contrôle
La constitution et la loi prévoient la liberté d'expression et de la presse, et le gouvernement respecte généralement ces droits dans la pratique. 
Tous les médias sont sous la tutelle administrative et technique du ministère de la Communication, qui est chargé d'élaborer et de mettre en œuvre la politique gouvernementale en matière d'information et de communication. Le Conseil supérieur de la communication (CSC), un organe semi-autonome relevant du Bureau du président, surveille le contenu des programmes de radio et de télévision, des journaux et des sites Web Internet pour garantir le respect des normes d'éthique professionnelle et de la politique gouvernementale. La CPS peut convoquer des journalistes et émettre des avertissements pour des violations ultérieures. Les audiences peuvent porter sur des allégations de diffamation, de trouble à l'ordre public, d'incitation à la violence ou d'atteinte à la sûreté de l'État. 
Les journalistes font parfois l'objet de poursuites pénales pour diffamation et d'autres formes de harcèlement et d'intimidation. Outre l'interdiction d'insulter le chef de l’État, la loi interdit également la publication d'images choquantes et le manque de respect envers les défunts. Bien que le gouvernement ne tente pas d'empêcher les critiques, certains journalistes pratiquent l'autocensure. 
Le gouvernement burkinabé, dans sa stratégie de développement des télécommunications, a affirmé son objectif de faire des télécommunications un service universel accessible à tous. Une grande partie de cette stratégie est la privatisation de l'Office national des télécommunications (ONATEL), avec un accent supplémentaire sur un projet de promotion de la téléphonie rurale. En 2006, le gouvernement a vendu une participation de 51 % dans la compagnie nationale de téléphone, l'ONATEL, et a finalement prévu de ne conserver qu'une participation de 23 % dans la société.

## Radio et télévision
- Stations de radio : 2 AM, 26 FM et 3 stations à ondes courtes[3] ; la radio publique gère un réseau national et régional ; nombre substantiel de stations de radio privées; transmissions de plusieurs radiodiffuseurs internationaux disponibles à Ouagadougou (2007)[3].
- Chaînes de télévision : 1 publique et 1 privée (2007)[3].

La radio est le moyen de communication le plus populaire du pays. Des dizaines de stations de radio privées et communautaires et une poignée de chaînes de télévision privées opèrent aux côtés de leurs homologues publics. Le BBC World Service, Voice of America et Radio France Internationale sont tous en ondes dans la capitale, Ouagadougou. 

## Téléphonie
- Indicatif téléphonique : +226[3]
- Préfixe d'appel international : 00[5]
- Lignes principales :
  - 141 400 lignes en service (2012)[3] ;
  - 94 800 lignes en circulation, 144e au monde (2006)[3].
- Cellulaire mobile :
  - 10,0 millions de lignes, 79e au monde (2012)[3] ;
  - 1,0 million de lignes, 123e au monde (2006)[3].
- Système téléphonique : le système comprend des stations de relais radio micro-ondes, à fil ouvert et de radiotéléphonie ; les connexions au réseau fixe sont inférieures à 1 pour 100 personnes ; l'utilisation du cellulaire mobile, favorisée par plusieurs fournisseurs, augmente rapidement à partir d'un niveau bas (2011)[3].
- Stations terrestres satellites : 1 Intelsat (Océan Atlantique) (2011)[3].
- Câbles de communication : Le Burkina Faso est relié au réseau mondial de câbles sous-marins et à la dorsale Internet internationale par le réseau de transmission à fibre optique Sonatel du Sénégal[6].

### Premier développement du marché mobile
L'Office National des Télécommunications (ONATEL) lance le premier réseau mobile basé sur la technologie CDMA2000 en 1998. La concurrence est introduite sur le segment de la téléphonie mobile en 2000 avec l'introduction des nouveaux opérateurs de réseau GSM Celtel, Télécel Faso et Telmob de l'ONATEL. Cela a fait baisser les tarifs alors même que la densité et la zone de couverture augmentaient. 
L'utilisation des téléphones mobiles augmente rapidement dans les années 2000, passant de 2 700 abonnés en 1998 à 1,0 million en 2006, à 10,0 millions en 2012. et à 21,4 millions en 2020. Cependant, l'ARPU est resté faible, car les abonnés mobiles ont adopté des comportements tels que le « flashage » pour minimiser leurs coûts et l'ancienne tradition orale et la culture du tambour parlant du Burkina Faso se sont harmonisées avec l'introduction des technologies de téléphonie mobile. De plus, les propriétaires de téléphones portables ont acquis un statut en pouvant prêter leurs téléphones à d'autres personnes dans leurs communautés.

### Implication internationale du groupe
En 2006, Maroc Telecom (elle-même partie du groupe Etisalat) prend une participation majoritaire dans ONATEL, qu'elle a portée à 61 % en 2018, et à partir du 1er juillet 2019, Maroc Telecom consolide Onatel, Mauritel, Gabon Télécom, Sotelma, Casanet, AT Côte d'Ivoire, Etisalat Bénin, AT Togo, AT Niger, AT Centrafrique et Tigo Tchad dans ses comptes. En janvier 2021, Maroc Telecom rebaptise l'ensemble de ses filiales africaines en Moov Africa.
En 2005, Celtel est racheté par le groupe koweïtien Zain. En 2010, le groupe Zain décide de vendre la majeure partie du groupe Celtel au groupe indien Bharti Airtel, qui a rebaptisé Celtel en Airtel Burkina Faso. En juin 2016, Orange SA acquiert le réseau et les 4,6 millions d'abonnés d'Airtel Burkina Faso. À la suite d'un ambitieux plan de modernisation du réseau, 9 mois plus tard, le réseau est rebaptisé Orange Burkina Faso avec une base d'abonnés de 6,3 millions.
Selon le site internet du Régulateur des Communications du Burkina Faso, à fin 2020 le Marché des Télécommunications Mobiles (21,4 M d'abonnements) se répartissait comme suit :
- Orange BF SA, 9 403 367 abonnements (43,72 %)
- Onatel SA, 9 086 709 abonnements (42,24 %)
- Télécel Faso SA, 2 946 469 abonnements (13,70 %)

## Internet
- Domaine de premier niveau : .bf[3]
- Internautes :
  - 643 504 utilisateurs, 127e au monde ; 3,7 % de la population, 194e au monde (2012)[14] ;
  - 178 100 utilisateurs, 144e au monde (2009)[3] ;
  - 80 000, 146e mondial (2006)[3].
- Haut débit fixe : 14 166 abonnements, 139e mondial ; 0,1 % de la population, 169e au monde (2012)[15].
- Haut débit sans fil : Inconnu (2012)[16].
- Hébergeurs Internet :
  - 1 795, 164e mondial (2012)[3] ;
  - 193 hôtes, 178e au monde (2007)[3].
- IPv4 : 32 512 adresses allouées, moins de 0,05 % du total mondial, 1,9 adresses pour 1000 personnes (2012)[17].
- Fournisseurs d'accès Internet : 1 FAI (1999) (à actualiser).

L'utilisation d'Internet est faible, mais le secteur a commencé à s'améliorer à la suite de l'installation d'une liaison internationale en fibre optique à 22 Mbit/s, une amélioration considérable par rapport à la liaison précédente à 128 kbit/s. Des nœuds d'accès secondaires ont commencé à apparaître dans les grandes villes et les cybercafés fournissaient un accès Internet à un plus large éventail d'utilisateurs finaux.
FasoNet de l'ONATEL est le premier fournisseur d'accès Internet filaire du pays, dominant le marché du haut débit avec ses offres fixes-sans fil ADSL et EV-DO.
Les opérateurs mobiles proposent des services de données utilisant les technologies GPRS et EDGE, et la technologie haut débit mobile de troisième génération (3G) n'a été introduite qu'en 2013 par Bharti Airtel.
Une « étude de l'UIT de mars 2013 sur la connectivité Internet internationale en Afrique subsaharienne » indique que le « marché Internet n'est pas suffisamment dynamique et compétitif » au Burkina Faso et que les coûts élevés des téléphones mobiles capables d'accéder à Internet (plus de six fois le coût d'un mobile) et les abonnements Internet mobile (jusqu'à sept fois le coût du mobile de base) limitent le nombre d'internautes.

### Censure et surveillance
Il n'y a aucune restriction gouvernementale sur l'accès à Internet; cependant, le Conseil supérieur de la communication (CSC) surveille les sites Web Internet et les forums de discussion pour s'assurer du respect de la réglementation en vigueur. Par exemple, en mai 2012, la CPS lance un avertissement à un site Web sur lequel un utilisateur aurait insulté le président Compaoré dans un forum Internet.
La constitution et la loi prévoient la liberté d'expression et de la presse, et le gouvernement respecte généralement ces droits dans la pratique. La loi interdit aux personnes d'insulter le chef de l'État ou d'utiliser un langage désobligeant à l'égard de la fonction ; cependant, des individus critiquent le gouvernement publiquement ou en privé sans représailles. La constitution et la loi interdisent l'ingérence arbitraire dans la vie privée, la famille, le domicile ou la correspondance, et le gouvernement respecte généralement ces interdictions dans la pratique.